# Bodiluddelingen 2016
Bodiluddelingen 2016 fandt sted den 5. marts 2016 på Bremen Teater i København og markerede den 69. gang at Bodilprisen blev uddelt. Uddelingens vært var Ellen Hillingsøe.
Den 11. februar 2016 blev annonceret at den dansk-franske skuespillerinde Anna Karina vil være modtager af årets Æres-Bodil som anerkendelse for at være "én af de mest ikoniske" skuespillere i den franske nybølge.
Under sandet, som er instrueret af Martin Zandvliet var uddelingens store vinder med 3 priser, da filmen modtog prisen for bedste danske film, Roland Møller vandt sin anden Bodilpris for bedste mandlige hovedrolle for rollen som Sgt. Carl Rasmussen i filmen, imens Louis Hofmann vandt prisen for bedste mandlige birolle. Peter Albrechtsen modtog årets Sær-Bodil for sit lyddesign på filmen Idealisten, mens Mia Stensgaard vandt Henning Bahs Prisen for hendes produktionsdesign på filmen Mænd og Høns. Ved denne uddeling blev der også introduceret et nyt ekstraordinært legat, Kathrine Windfelds mindelegat, på 50.000 kr. som gik til manuskriptforfatter Maja Ilsøe, konceptuerende instruktør Pernilla August og skuespiller Trine Dyrholm for deres samarbejde og udfoldelse af tv-serien Arvingerne.
For første gang blev Bodiluddelingen sendt live i biografer landet over takket være et samarbejde med Nordea Fonden.

## Vindere og nominerede
| Bedste mandlige hovedrolle | Bedste kvindelige hovedrolle |
| --- | --- |
| - Roland Møller for Under sandet - Joachim Fjelstrup for Steppeulven - Peter Plaugborg for Idealisten - Pilou Asbæk for Krigen - Ulrich Thomsen for Sommeren ’92                                                  | - Mille Lehfeldt for Lang historie kort - Bodil Jørgensen for Mennesker bliver spist - Ghita Nørby for Nøgle hus spejl - Hannah Murray for Bridegend - Tuva Novotny for Krigen                                                           |
| Bedste mandlige birolle | Bedste kvindelige birolle |
| - Louis Hofmann for Under sandet - Dulfi al-Jabouri for Krigen - Esben Smed for Sommeren ’92 - Henning Jensen for Sommeren ’92 - Søren Malling for Idealisten                                                     | - Trine Pallesen for Nøgle hus spejl - Dya Josefine Hauch for Lang historie kort - Lene Maria Christensen for Sommeren ’92 - Ruth Brejnholm for Skyggen af en helt - Trine Dyrholm for Charmøren                                         |
| Bedste danske film | Bedste amerikanske film |
| - Under Sandet af Martin Zandvliet - Idealisten af Christina Rosendahl - Bridegend af Jeppe Rønde - Krigen af Tobias Lindholm - Sommeren ’92 af Kasper Barfoed                                                    | - Birdman af Alejandro González Iñárritu - Inderst inde af Pete Docter - Sicario af Denis Villeneuve - Star Wars: The Force Awakens af J.J. Abrams - Whiplash af Damien Chazelle                                                         |
| Bedste ikke-amerikanske film | Bedste dokumentarfilm |
| - Mommy af Xavier Dolan (Canada) - Leviathan af Andrey Zvyagintsev (Rusland) - Amy af Asif Kapadia (Storbritannien) - Mad Max: Fury Road af George Miller (Australien) - Marshland af Alberto Rodríguez (Spanien) | - The Man Who Saved the World af Peter Anthony - Et hjem i verden af Andreas Kofoed - Misfits af Christian Braad Thomsen - Fassbinder - at elske uden at kræve af Christian Braad Thomsen - Naturens uorden af Christian Sønderby Jepsen |

## Øvrige priser

### Æres-bodil
- Anna Karina

### Sær-bodil
- Peter Albrechtsen, lyddesign, for lyddesign på Idealisten.

### Bedste fotograf
- Magnus Nordenhof Jønck for Nøgle hus spejl, Krigen og Bridgend

### Samarbejdspriser
Henning Bahs Prisen
- Mia Stensgaard for Mænd og høns

Bedste manuskript
- May el-Toukhy og Maren Louise Käehne for Lang historie kort